# 高菊花
（1932年4月8日—2016年2月20日），和名矢多喜久子（日语：／ Yata Kikuko），漢名高菊花，藝名派娜娜，為台灣歌手、教師。

## 早年
高菊花的父親是鄒族菁英高一生，日治時期因兼任警察與教師，從基布烏社（約在今樂野村與達邦村交界，現已不存）搬到附近的達邦社（當時嘉義郡蕃地的行政中心，今達邦部落），並定居在東北方的給油巴那，高菊花後來也在此地出生，為高一生的長女。其和名矢多喜久子的「喜久」，在日文中與「菊」同音，可能是其漢名取為菊花的原因。
其父高一生重視教育，故安排其就讀南門尋常高等小學校，二戰時轉至阿里山國民學校。她後就讀台中師範學校，在二二八事件期間，她參加二七部隊於台中師範學校的「民主保衛隊」，並隨其撤退至埔里。但在二七部隊長鍾逸人勸說下，高菊花與另2位女同學離開埔里返家。

## 白色恐怖
高菊花師範學校畢業後，於嘉義、阿里山的學校任教。她於1952年辭去教職，原先打算負笈美國哥倫比亞大學，但父親高一生卻因捲入白色恐怖而被逮捕、處決。高一生被捕後以信件交代高菊花照顧家人，故高菊花放棄留學，以藝名派娜娜在歌廳駐唱扛起家業並嘗試救父。
她以拉丁歌曲在歌壇聲名鵲起，但她此時因受警備總部監視、問話而無出唱片、與唱片公司簽約的機會。高一生被槍決後，臺灣警備總司令部長期監視高菊花，並時常訊問、約談，稱她在二二八事件時加入共產黨組織。而在當時，她在政府「方便自首」以及擔心被槍決的壓力下被迫提供外國軍官性服务。
由於其弟妹成人後協助分擔家務，高菊花在35歲時退出歌壇，並在台北開店。她在店內認識顧客施炳炎，兩人開始交往，後來結婚。
1971年，調查局發動靖山專案，高菊花在威逼利誘下被迫自首曾參與非法組織「蓬萊民族解放同盟會」，拿到自首證後不再受監視。

## 中晚年
高菊花在其夫施炳炎意外逝世後，帶著孩子從台北返回達邦部落。高有抽菸喝酒的習慣、離開歌壇後又在工地裡工作，長久以來罹患矽肺病，最終在高一生故居離世。

## 紀念
2013年，日本導演酒井充子執導紀錄片《台灣身分》（日语：台湾アイデンティティー），紀錄六位人生因二戰或白色恐怖而改變的台灣人，高菊花是其中唯一的女性受訪者。野火樂集創辦人熊儒賢在與高菊花相識後，亦與野火樂集籌備十數年記錄、拍攝高菊花紀錄片，並在2020年首映。
2015年，阿美族歌手以莉·高露為高菊花創作〈優雅的女士〉一曲；她於十年後聯手卑南族歌手陳永龍出席大港開唱時，也在台上以〈優雅的女士〉及多首日語歌曲向高菊花致敬。在2023年228紀念日，閃靈樂團發行〈護國山〉一曲，紀念高一生及高菊花，歌詞即呼應高一生的家書內容。

## 家庭
高菊花共有10位弟妹，其一早夭。高一生被捕後，她與一美國軍官未婚生子，名高英漢，約在20歲時意外逝世。高菊花後和一名日本人生下一女，接著與施炳炎成婚，有二子一女。施炳炎與其中一子皆因意外逝世。